# 2012 no Brasil
Esta é uma cronologia dos fatos acontecimentos de ano 2012 no Brasil.

## Incumbentes
- Presidente: Dilma Rousseff (2011 - 2016)
- Vice-Presidente: Michel Temer (2011 - 2016)

## Eventos
- 13 de fevereiro: Lindemberg Alves começa a ser julgado pela morte da ex-namorada Eloá Pimentel, na cidade de Santo André.[1]
- 16 de fevereiro: O Supremo Tribunal Federal decide que a Lei da Ficha Limpa é constitucional e vale para as eleições municipais daquele ano.[2]
- 16 de fevereiro: Lindemberg Alves é condenado a 98 anos e 10 meses pelo assassinato da ex-namorada Eloá Pimentel e por outros 11 crimes durante o último dia de julgamento.[3]
- 21 de fevereiro: A Mocidade Alegre é declarada a campeã do Carnaval de São Paulo de 2012 após um tumulto no final da apuração das notas das escolas de samba do grupo especial.[4]
- 25 de fevereiro: Um incêndio destrói parte da estação científica brasileira na Antártida, deixando dois mortos e um militar da Marinha do Brasil ferido.[5]
- 29 de fevereiro: A Polícia Federal prende 31 pessoas suspeitas de exploração de máquinas caça-níqueis no Estado de Goiás, inclui o empresário Carlos Augusto Ramos, o Carlinhos Cachoeira.[6]
- 29 de março: Presidente Dilma Rousseff participa da quarta cúpula do BRICS, realizada em Nova Déli, Índia.[7]
- 7 a 8 de abril: A primeira versão brasileira do festival de música Lollapalooza é realizada no Jockey Club, em São Paulo.[8][9]
- 17 de maio: Inicio da greve das universidades federais chega a ter adesão em 56 das 59 universidades federais e 32 institutos tecnológicos.
- 25 de abril: A Câmara dos Deputados do Brasil aprova o projeto do Novo Código Florestal, que reduz a proteção ambiental.[10]
- 13 a 22 de junho: É realizada a Rio+20, uma conferência da ONU sobre desenvolvimento sustentável.[11][12]
- 1 de julho: A paisagem cultural da cidade do Rio de Janeiro é elevada a Patrimônio Cultural da Humanidade pela UNESCO.[13]
- 4 de julho: O Corinthians conquista a Copa Libertadores da América pela primeira vez em sua história, ao derrotar o Boca Juniors na decisão por 2 a 0.
- 28 de julho: Sarah Menezes torna-se a primeira judoca brasileira a conquistar uma medalha de ouro numa Olimpíada.[14]
- 2 de agosto: O Supremo Tribunal Federal começa a julgar os 38 réus acusados de participar no Escândalo do Mensalão.[15]
- 27 de setembro: Cabo Bruno, acusado de mais de 50 mortes nos anos 1980, é assassinado com 20 tiros em Pindamonhangaba, São Paulo, um mês após sair da prisão.[16]
- 29 de setembro: Hebe Camargo morre de parada cardíaca na casa dela em São Paulo.[17]
- 19 de outubro: O último capítulo da novela Avenida Brasil "parou" o país. O folhetim foi um marco para a teledramaturgia brasileira.
- 11 de novembro: O Fluminense se sagra campeão do Campeonato Brasileiro de Futebol após a vitória por 3 a 2 sobre o Palmeiras.
- 16 de dezembro: O Corinthians vence o Mundial de Clubes diante do Chelsea, pelo placar de 1 a 0.
- 17 de dezembro: O Supremo Tribunal Federal conclui o julgamento dos políticos acusados do Escândalo do Mensalão.[18]

## Mortes
- 1 de janeiro: Carlos Valadares, jornalista, narrador esportivo e apresentador (n. 1946).
- 2 de janeiro: Beatriz Bandeira, escritora (n. 1909).
- 15 de janeiro: Fernando Peixoto, escritor, tradutor e ator (n. 1937).
- 16 de janeiro: Bartolomeu Campos de Queirós, escritor (n. 1944).
  - Carminha Mascarenhas, cantora (n. 1930)
- 23 de março: Chico Anysio, humorista (n. 1931)
- 29 de setembro: Hebe Camargo, apresentadora, atriz, cantora e considerada a "rainha da televisão brasileira" (n. 1929).
- 11 de novembro: Marcos Paulo, ator e diretor (n. 1951)
- 5 de dezembro: Oscar Niemeyer, famoso arquiteto brasileiro, um dos projetistas de Brasília (n. 1907).